# Narcossubmarino

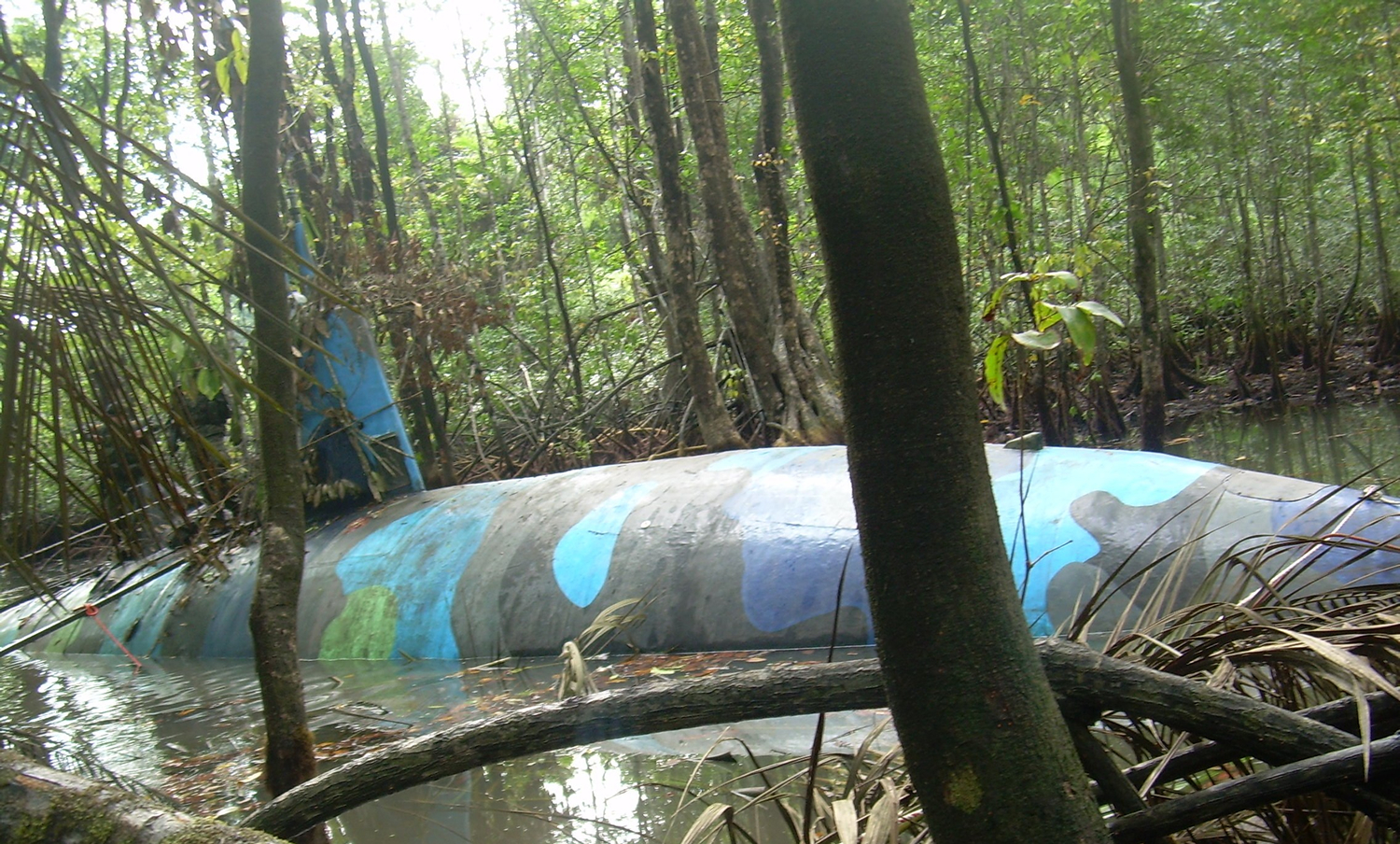
Narcossubmarino - abatido no Equador em julho de 2010 - capaz de ficar completamente submerso.

Um narcossubmarino  é um tipo de embarcação submergível, com propulsão a motor semissubmersível, equipado e adaptado para o narcotráfico.
Inicialmente, os narcossubmarinos eram utilizados pelos cartéis colombianos para transportar cocaína entre a Colômbia e o México, tendo sido, na sequência de apreensões, sido desenvolvidos e melhorados pelo exércitos dos Estados Unidos e do México.
Também foram utilizado nalgumas operações de imigração ilegal do México para os Estados Unidos, tendo sido detectados, pela primeira vez, em 1993. Os primeiros protótipos chamavam a atenção por não serem totalmente submersíveis, imergindo a apenas alguns metros da superfície e durante pouco tempo, uma vez que não eram dotados de estruturas de oxigenação autónomas, mas antes de alguns tubos que vinham à superfície.
Devido à capacidade de viajarem semissubmersos, é extremamente difícil detectá-los visualmente. A sua detecção por radar ou visão noturna também é dificultada pelo tipo de materiais empregues no seu fabrico.

## Características

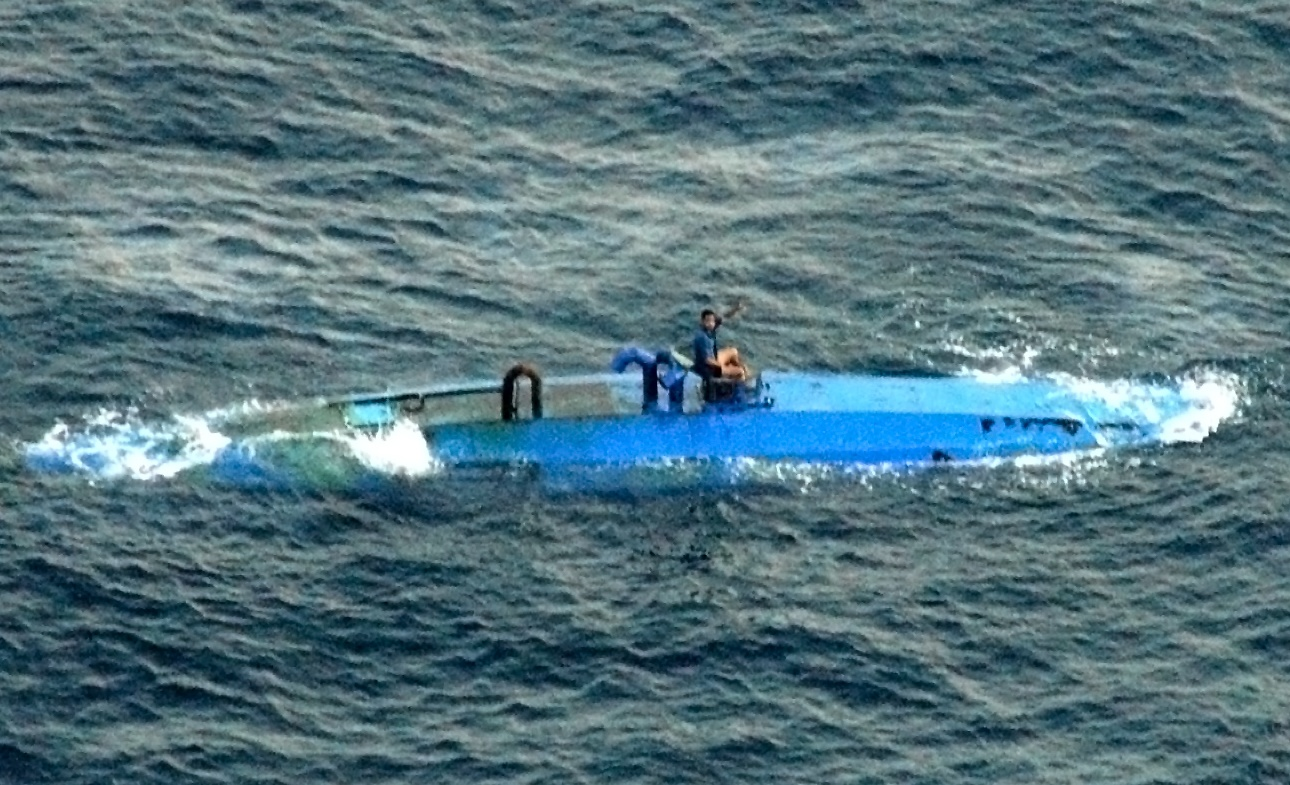
Narcossubmarino em alto-mar.

Estas são as características básicas de um narcossubmarino:
- Casco: madeira, fibra de vidro e aço
- Tamanho: 12 metros
- Base livre: 18 cm
- Motor: Quatro tempos ou diesel
- Capacidade do tanque: 150 litros
- Autonomia: 2 000 km
- Velocidade: 20 km/h ou mais
- Tripulantes: 3
- Capacidade de carga: 4-12 ton. de cocaína
- Controle: humano ou remoto